# Cefuroxime
Cefuroxime là một thuốc kháng sinh cephalosporin thế hệ thứ hai. Thuốc do Glaxo, hiện tại là GlaxoSmithKline phát hiện và đưa ra thị trường đầu tiên vào năm 1978 dưới tên thương mại Zinacef. Thuốc nhận được sự chấp thuận của FDA vào tháng 10 năm 1983. GlaxoSmithKline bán loại kháng sinh này ở Anh, Úc, Thổ Nhĩ Kỳ, Israel, Bangladesh, Thái Lan và Ba Lan dưới tên Zinnat.

## Tác dụng
Cũng như các cephalosporin khác, cefuroxime nhạy cảm với beta-lactamase, mặc dù yếu hơn. Do đó, thuốc có tác dụng chống lại Haemophilus influenzae, Neisseria gonorrhoeae, và bệnh Lyme. Không giống như hầu hết các cephalosporin thế hệ thứ hai khác, cefuroxime có thể đi qua hàng rào máu não.
Một nghiên cứu hệ thống cho thấy bằng chứng cao rằng nhỏ mắt với cefuroxime sau khi phẫu thuật đục thủy tinh thể sẽ làm giảm tình trạng viêm nội nhãn (endophthalmitis) sau phẫu thuật.

## Tác dụng phụ
Cefuroxime nói chung thường hấp thu tốt và ít tác dụng phụ. Nếu uống sau ăn, kháng sinh này được hấp thụ tốt hơn và giảm khả năng gây ra tác dụng phụ như tiêu chảy, buồn nôn, nôn mửa, nhức đầu/đau nửa đầu, chóng mặt và đau bụng so với hầu hết thuốc kháng sinh nhóm này.
Mặc dù có khoảng 10% nguy cơ dị ứng chéo giữa cephalosporin và penicillin, những đánh giá gần đây đã cho thấy không có hiện tượng tăng nguy cơ phản ứng dị ứng chéo của cefuroxime và một số thuốc thế hệ thứ hai hay các nhóm cephalosporin thế hệ sau. GSK had continued marketing a pediatric oral suspension as Ceftin; however, this presentation was discontinued as of ngày 24 tháng 6 năm 2017.

## Tên thương mại
Ở US, thuốc có tên Zinacef  phân phối bởi Covis Pharmaceuticals. 
Ở Bangladesh, thuốc có tên Kilbac phân phối bởi Incepta và Xorimax phân phối bởi Sandoz. Ở Ấn Độ, thuốc có tên Ceftum dưới dạng vỉ và Supacef dưới dạng tiêm phân phối bởi GSK. Ở Ba Lan, thuốc có tên Zamur phân phối bởi Mepha, chi nhánh của Tập đoàn Dược phẩm Teva. 